# Linha Verde (Israel)

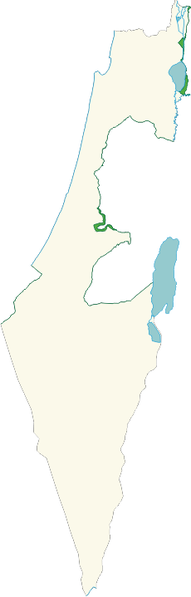
A Linha Verde (verde escuro) e as zonas desmilitarizadas (verde claro).

Linha Verde, também referida como Fronteira de 1967, é a designação dada à linha de fronteira entre Israel e os países vizinhos (Egito, Jordânia, Síria e Líbano), definida no Armistício israelo-árabe de 1949, no final da Guerra árabe-israelense de 1948. Seu nome deriva da tinta verde usada para traçar a linha no mapa, durante as negociações..
Antes da Guerra dos seis dias, em 1967, a Linha Verde definia as fronteiras de facto. Após junho de 1967, houve a ocupação (*) de territórios árabes por Israel - incluindo Cisjordânia, Faixa de Gaza, Colinas de Golan e Península de Sinai, esta última posteriormente devolvida ao Egito -  cuja população é predominantemente palestina. Posteriormente Israel construiu muros que o separam dos territorios palestinos (Faixa de Gaza e a Cisjordânia ocupada). O Muro da Cisjordânia ultrapassa, em vários pontos, os limites definidos pela Green Line e, na prática, anexa partes do território palestino a Israel. A barreira da Cisjordânia tem uma extensão aproximada de 760 km, correspondente ao dobro do comprimento da Linha do Armistício de 1949.

## Repercussão
Durante a Guerra Civil Síria, as forças militares entraram em contato com a oposição síria na fronteira de Golã.

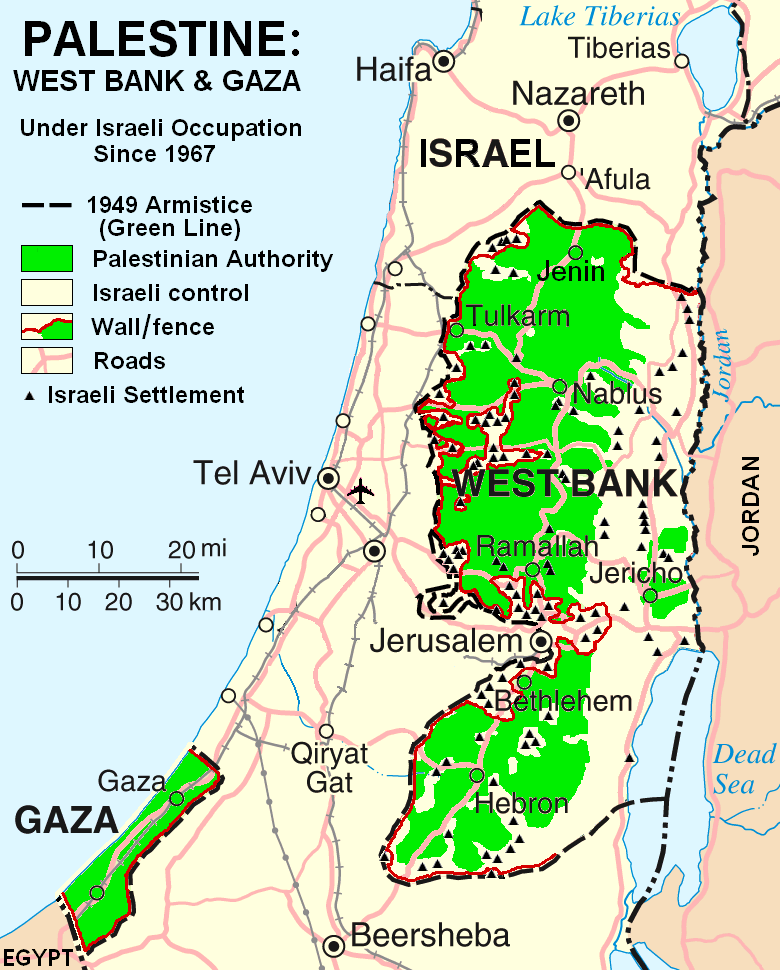
Mapa de (2007) mostra a Linha Verde (em preto), a linha das barreiras de separação (em vermelho) e os assentamentos judeus na Cisjordânia ocupada.